# William Smith (Ringer)
William Thomas „Bill“ Smith (* 17. September 1928 in Portland, Oregon; † 20. März 2018) war ein US-amerikanischer Ringer. Er war Olympiasieger 1952 in Helsinki im freien Stil im Weltergewicht.

## Werdegang
Bill Smith studierte an der University of Northern Iowa. Er betätigte sich dort auch als Freistilringer und wurde von Dave McCuskey trainiert. In den Jahren 1949 und 1950 gewann er die NCAA Division I Collegiate Championships (=US-amerikanische Studentenmeisterschaft) im freien Stil im Weltergewicht, die damals einen sehr hohen Stellenwert hatten, weil sich daran die besten US-amerikanischen Freistilringer beteiligten. Diesen Erfolg konnte er im Jahre 1950 wiederholen.
Von 1949 bis 1950 gewann Bill Smith auch die US-amerikanische Meisterschaft der Amateur Athletic Union im freien Stil im Leicht- bzw. Weltergewicht. Für die erstmals im Jahre 1951 ausgetragenen Panamerikanischen Spiele konnte er sich nicht qualifizieren und an den ebenfalls erstmals ausgetragenen Weltmeisterschaften im Freistilringen im Jahre 1951 gingen keine US-amerikanischen Ringer an den Start. Dafür besiegte er in der US-amerikanischen Ausscheidung für die Olympischen Spiele 1952 Melvin Northrup und vertrat deswegen die Vereinigten Staaten in Helsinki.
In Helsinki ging Bill Smith ohne jegliche internationale Erfahrung an den Start und konnte sich trotzdem im Weltergewicht in einem sehr spannenden Finale durchsetzen. Er, der Schwede Per Berlin und der Iraner Abdollah Mojtabavi bestritten die Endkämpfe und besiegten sich gegenseitig. Bill Smith gewann dabei gegen Mojtabavi und verlor gegen Per Berlin. Am Ende der Kämpfe hatte Bill Smith 6 Fehlpunkte, Per Berlin 7 Fehlpunkte und Abdullah Mojtabavi 8 Fehlpunkte, womit sie in dieser Reihenfolge auch die Medaillen gewannen.
Dieses olympische Turnier blieben die einzigen internationalen Meisterschaften, an denen sich Bill Smith beteiligte. Er schlug nach Helsinki die Trainerlaufbahn ein und war u. a. an der High School of Rock Island, Illinois, der University of Nebraska, der University of California, des Olympic Club of San Francisco und der Clayton Valley High School in Concord (Kalifornien) tätig. Außerdem war er von 1962 bis 1967 Trainer der US-amerikanischen Ringer-Nationalmannschaft und 1968 Trainer des kanadischen Olympiateams der Freistilringer. Für seine Verdienste um den Ringersport wurde er 1978 in die National Wrestling Hall of Fame aufgenommen.

## Erfolge
international
- 1952, Goldmedaille, Olympische Spiele in Helsinki, Freistil, Weltergewicht, mit Siegen über Alberto Longarela, Argentinien, Antonio Rosado, Mexiko, Mohamed Niaz, Kanada, Mohamed Moussa, Ägypten und Abdollah Mojtabavi, Iran u. trotz einer Niederlage gegen Per Berlin, Schweden

national
- 1949, 1. Platz, AAU-Champ., F, Le,
- 1949, 1. Platz, NCAA-Champ., F, We, vor Melbourne Flesner, Gilbert Gaumer u. Charles Lyons,
- 1950, 1. Platz, AAU-Champ., F, We,
- 1950, 1. Platz, NCAA-Champ., F, We, vor Ken Hunte, Byron Todd u. Bob Mason,
- 1951, 1. Platz, AAU-Champ., F, We